# Robert Reid (cestista)
Robert Keith Reid (Atlanta, 30 agosto 1955 – Houston, 19 febbraio 2024) è stato un cestista e allenatore di pallacanestro statunitense, professionista nella NBA e in Italia.

## Carriera
Venne selezionato dagli Houston Rockets al secondo giro del Draft NBA 1977 (40ª scelta assoluta).